# Bahnstrecke Rischon LeZion–Modiʿin
| 2020: Blick südwärts mit Bahntrasse im Kvisch gen Netzer Sereni (re.) und zur Brücke des Rechov Disengoff nach Beʾer Jaʿaqov (li.) |                      |                                                                           |                                                                           |
| Streckenlänge: | 30 km                |                                                                           |                                                                           |
| Spurweite: | 1435 mm (Normalspur) |                                                                           |                                                                           |
| Stromsystem: | 25 kV 50 Hz ~        |                                                                           |                                                                           |
| Zweigleisigkeit: | ja                   |                                                                           |                                                                           |
| |                      |                                                                           |                                                                           |
| \| \| \| \| \| \| \| \| Bahnstrecke Tel Aviv–Pleschet von Tel Aviv über Cholon \| \| \| \| \| \| \| \| \| \| \| \| \| \| 0,09,3 \| Rischon LeZion Moscheh Dajjan seit 2011 \| Rischon LeZion Moscheh Dajjan seit 2011 \| \| \| \| \| \| \| \| \| \| \| \| \| \| Strecke Tel Aviv–Pleschet nach Javneh Maʿarav seit 2011 \| \| \| \| \| \| \| \| \| \| \| \| \| \| ≈0,4 \| 420 m unter Kvisch und Strecke Tel Aviv–Pleschet \| 420 m unter Kvisch und Strecke Tel Aviv–Pleschet \| \| \| \| \| \| \| \| ≈1,6 \| 250 m unterm Knoten Mevo Ajjalon \| 250 m unterm Knoten Mevo Ajjalon \| \| \| \| Israels längstes Bahnviadukt à 3,5 km \| \| \| \| \| Kvisch (Beginn Knoten ʿEjn haQore) \| \| \| \| \| \| \| \| \| ≈4,3 \| Rischon LeZion Meʿujjan Soreq ab 2026; Gewerbegebiet Meʿujjan Soreq \| Rischon LeZion Meʿujjan Soreq ab 2026; Gewerbegebiet Meʿujjan Soreq \| \| \| \| \| \| \| \| \| Kvisch 4311 \| \| \| \| \| Kvisch (Ende Knoten ʿEjn haQore) \| \| \| \| \| Rechov David Remez \| \| \| \| \| Kvisch , südliche Fahrbahn \| \| \| \| \| \| \| \| \| 6,53,0 \| Rischon LeZion haRischonim seit 2003 \| Rischon LeZion haRischonim seit 2003 \| \| \| \| \| \| \| \| \| Kvisch \| \| \| \| \| Stichstrecke zur Sinai-Bahn Richtung Lod \| \| \| \| \| Derech Chaim \| \| \| \| \| Sinai-Bahn \| \| \| \| \| aus Richtung Aschqelon per Sinai-Bahn \| \| \| \| \| Rechov Disengoff nach Netzer Sereni \| \| \| \| \| Kvisch \| \| \| \| \| Geländeeinschnitt \| \| \| \| \| \| \| \| \| \| Kvisch \| \| \| \| ≈12,0 \| Ramlah Darom (d. h. Süd) ab 2026 \| Ramlah Darom (d. h. Süd) ab 2026 \| \| \| \| Kvisch 4304 \| \| \| \| \| Geländeeinschnitt \| \| \| \| \| \| \| \| \| \| Militärbahn Masʿūdiyya–Sinai nach ←al-Qusaymah und →al-Masʿūdiyya \| \| \| \| \| \| \| \| \| \| \| \| \| \| \| J&J-Linie ←Jerusalem (Malcha)-Jaffa→ Hauptlinie ←Beʾer Scheva–Naharija→ \| \| \| \| \| \| \| \| \| \| Geser \| \| \| \| \| Kvisch (Knoten Nescharim) \| \| \| \| ≈16,5 \| Kvisch (Knoten Nescharim) \| Kvisch (Knoten Nescharim) \| \| \| \| \| \| \| \| \| von J&J- und Hauptlinie aus Jerusalem (Malcha) bzw. Beʾer Scheva \| \| \| \| \| \| \| \| \| \| \| \| \| \| \| zur Schnellfahrstrecke Tel Aviv–Jerusalem nach Jerusalem (J. Navon) \| \| \| \| \| \| \| \| \| \| Ajjalon \| \| \| \| \| Kvisch Echad (Knoten ʿAnabeh) \| \| \| \| \| \| \| \| \| \| Schnellfahrstrecke Tel Aviv–Jerusa- lem ←Jerusalem (J. Navon)-Tel Aviv→ \| \| \| \| \| \| \| \| \| ≈22,5 \| Brücke 500 m (künftig 1.200 m) \| Brücke 500 m (künftig 1.200 m) \| \| \| \| \| \| \| \| \| von Tel Aviv per Schnellfahrstrecke \| \| \| \| \| \| \| \| \| \| ʿAnabeh (auch ʿAnavah) \| \| \| \| \| \| \| \| \| \| von Jerusalem (Navon) per Schnellfahr- strecke, so genannte Modiʿin-Kurve \| \| \| \| \| \| \| \| \| \| Paʾatei Modiʿin seit 2007 \| \| \| \| \| ʿAnabeh (Brücke 300 m) \| \| \| \| \| Tunnel (≈1200 m) \| \| \| \| \| Tunnel (280 m) \| \| \| \| ≈30,0 \| Modiʿin Merkaz (d. h. Zentrum) seit 2008 \| Modiʿin Merkaz (d. h. Zentrum) seit 2008 \| |                      |                                                                           |                                                                           |
| |                      |                                                                           |                                                                           |
| Strecke |                      | Bahnstrecke Tel Aviv–Pleschet von Tel Aviv über Cholon                    | Bahnstrecke Tel Aviv–Pleschet von Tel Aviv über Cholon                    |
| |                      |                                                                           |                                                                           |
| |                      |                                                                           |                                                                           |
| Bahnhof | 0,09,3               | Rischon LeZion Moscheh Dajjan seit 2011                                   | Rischon LeZion Moscheh Dajjan seit 2011                                   |
| |                      |                                                                           |                                                                           |
| |                      |                                                                           |                                                                           |
| Abzweig ehemals geradeaus und nach rechts |                      | Strecke Tel Aviv–Pleschet nach Javneh Maʿarav seit 2011                   | Strecke Tel Aviv–Pleschet nach Javneh Maʿarav seit 2011                   |
| |                      |                                                                           |                                                                           |
| |                      |                                                                           |                                                                           |
| Tunnel (Strecke außer Betrieb) | ≈0,4                 | 420 m unter Kvisch und Strecke Tel Aviv–Pleschet                          | 420 m unter Kvisch und Strecke Tel Aviv–Pleschet                          |
| |                      |                                                                           |                                                                           |
| Tunnel (Strecke außer Betrieb) | ≈1,6                 | 250 m unterm Knoten Mevo Ajjalon                                          | 250 m unterm Knoten Mevo Ajjalon                                          |
| Strecke Anfang Hochstrecke (außer Betrieb) |                      | Israels längstes Bahnviadukt à 3,5 km                                     | Israels längstes Bahnviadukt à 3,5 km                                     |
| |                      | Kvisch (Beginn Knoten ʿEjn haQore)                                        |                                                                           |
| |                      |                                                                           |                                                                           |
| Bahnhof (Strecke außer Betrieb) | ≈4,3                 | Rischon LeZion Meʿujjan Soreq ab 2026; Gewerbegebiet Meʿujjan Soreq       | Rischon LeZion Meʿujjan Soreq ab 2026; Gewerbegebiet Meʿujjan Soreq       |
| |                      |                                                                           |                                                                           |
| |                      | Kvisch 4311                                                               |                                                                           |
| |                      | Kvisch (Ende Knoten ʿEjn haQore)                                          |                                                                           |
| |                      | Rechov David Remez                                                        |                                                                           |
| |                      | Kvisch , südliche Fahrbahn                                                |                                                                           |
| |                      |                                                                           |                                                                           |
| Kopfbahnhof Strecke bis hier außer Betrieb | 6,53,0               | Rischon LeZion haRischonim seit 2003                                      | Rischon LeZion haRischonim seit 2003                                      |
| |                      |                                                                           |                                                                           |
| Strecke mit Straßenbrücke |                      | Kvisch                                                                    | Kvisch                                                                    |
| Abzweig ehemals geradeaus und nach links |                      | Stichstrecke zur Sinai-Bahn Richtung Lod                                  | Stichstrecke zur Sinai-Bahn Richtung Lod                                  |
| |                      | Derech Chaim                                                              |                                                                           |
| Kreuzung Ende Hochstrecke (Strecke geradeaus außer Betrieb) |                      | Sinai-Bahn                                                                | Sinai-Bahn                                                                |
| Abzweig geradeaus und von rechts (Strecke außer Betrieb) |                      | aus Richtung Aschqelon per Sinai-Bahn                                     | aus Richtung Aschqelon per Sinai-Bahn                                     |
| Strecke mit Straßenbrücke (Strecke außer Betrieb) |                      | Rechov Disengoff nach Netzer Sereni                                       | Rechov Disengoff nach Netzer Sereni                                       |
| |                      | Kvisch                                                                    |                                                                           |
| |                      | Geländeeinschnitt                                                         |                                                                           |
| Tunnel (Strecke außer Betrieb) |                      |                                                                           |                                                                           |
| Strecke mit Straßenbrücke (Strecke außer Betrieb) |                      | Kvisch                                                                    | Kvisch                                                                    |
| Bahnhof (Strecke außer Betrieb) | ≈12,0                | Ramlah Darom (d. h. Süd) ab 2026                                          | Ramlah Darom (d. h. Süd) ab 2026                                          |
| Strecke mit Straßenbrücke (Strecke außer Betrieb) |                      | Kvisch 4304                                                               | Kvisch 4304                                                               |
| |                      | Geländeeinschnitt                                                         |                                                                           |
| |                      |                                                                           |                                                                           |
| Kreuzung (Strecken außer Betrieb) |                      | Militärbahn Masʿūdiyya–Sinai nach ←al-Qusaymah und →al-Masʿūdiyya         | Militärbahn Masʿūdiyya–Sinai nach ←al-Qusaymah und →al-Masʿūdiyya         |
| |                      |                                                                           |                                                                           |
| |                      |                                                                           |                                                                           |
| Kreuzung geradeaus oben (Strecke geradeaus außer Betrieb) |                      | J&J-Linie ←Jerusalem (Malcha)-Jaffa→ Hauptlinie ←Beʾer Scheva–Naharija→   | J&J-Linie ←Jerusalem (Malcha)-Jaffa→ Hauptlinie ←Beʾer Scheva–Naharija→   |
| |                      |                                                                           |                                                                           |
| Brücke über Wasserlauf (Strecke außer Betrieb) |                      | Geser                                                                     | Geser                                                                     |
| |                      | Kvisch (Knoten Nescharim)                                                 |                                                                           |
| | ≈16,5                | Kvisch (Knoten Nescharim)                                                 | Kvisch (Knoten Nescharim)                                                 |
| |                      |                                                                           |                                                                           |
| Abzweig geradeaus und von rechts (Strecke außer Betrieb) |                      | von J&J- und Hauptlinie aus Jerusalem (Malcha) bzw. Beʾer Scheva          | von J&J- und Hauptlinie aus Jerusalem (Malcha) bzw. Beʾer Scheva          |
| |                      |                                                                           |                                                                           |
| |                      |                                                                           |                                                                           |
| Abzweig geradeaus und nach rechts (Strecke außer Betrieb) |                      | zur Schnellfahrstrecke Tel Aviv–Jerusalem nach Jerusalem (J. Navon)       | zur Schnellfahrstrecke Tel Aviv–Jerusalem nach Jerusalem (J. Navon)       |
| |                      |                                                                           |                                                                           |
| Brücke über Wasserlauf (Strecke außer Betrieb) |                      | Ajjalon                                                                   | Ajjalon                                                                   |
| Strecke mit Straßenbrücke (Strecke außer Betrieb) |                      | Kvisch Echad (Knoten ʿAnabeh)                                             | Kvisch Echad (Knoten ʿAnabeh)                                             |
| |                      |                                                                           |                                                                           |
| Kreuzung geradeaus unten (Strecke geradeaus außer Betrieb) |                      | Schnellfahrstrecke Tel Aviv–Jerusa- lem ←Jerusalem (J. Navon)-Tel Aviv→   | Schnellfahrstrecke Tel Aviv–Jerusa- lem ←Jerusalem (J. Navon)-Tel Aviv→   |
| |                      |                                                                           |                                                                           |
| Strecke Anfang Hochstrecke (außer Betrieb) | ≈22,5                | Brücke 500 m (künftig 1.200 m)                                            | Brücke 500 m (künftig 1.200 m)                                            |
| |                      |                                                                           |                                                                           |
| Abzweig ehemals geradeaus und von links |                      | von Tel Aviv per Schnellfahrstrecke                                       | von Tel Aviv per Schnellfahrstrecke                                       |
| |                      |                                                                           |                                                                           |
| Strecke unter Wasserlauf Ende Hochstrecke |                      | ʿAnabeh (auch ʿAnavah)                                                    | ʿAnabeh (auch ʿAnavah)                                                    |
| |                      |                                                                           |                                                                           |
| Abzweig geradeaus und von rechts |                      | von Jerusalem (Navon) per Schnellfahr- strecke, so genannte Modiʿin-Kurve | von Jerusalem (Navon) per Schnellfahr- strecke, so genannte Modiʿin-Kurve |
| |                      |                                                                           |                                                                           |
| Bahnhof |                      | Paʾatei Modiʿin seit 2007                                                 | Paʾatei Modiʿin seit 2007                                                 |
| Brücke über Wasserlauf |                      | ʿAnabeh (Brücke 300 m)                                                    | ʿAnabeh (Brücke 300 m)                                                    |
| Tunnel |                      | Tunnel (≈1200 m)                                                          | Tunnel (≈1200 m)                                                          |
| Tunnelanfang |                      | Tunnel (280 m)                                                            | Tunnel (280 m)                                                            |
| Kopfbahnhof Streckenende (im Tunnel) | ≈30,0                | Modiʿin Merkaz (d. h. Zentrum) seit 2008                                  | Modiʿin Merkaz (d. h. Zentrum) seit 2008                                  |

Die Bahnstrecke Rischon LeZion–Modiʿin (hebräisch מְסִלַּת רִאשׁוֹן־לְצִיּוֹן – מוֹדִיעִין Məsillat Rischōn ləZijjōn–Mōdīʿīn) ist eine zweigleisige Bahnstrecke der Rakkavet Israel (RI) im Gebiet des israelischen Zentralbezirks. Sie verbindet Rischon LeZion im südlichen Bereich des Ballungsraums Gusch Dan in östlicher Richtung mit Modiʿin in der Schfelah. Als erste Station der Strecke eröffnete der Bahnhof Rischon LeZion haRischonim 2003, allerdings bedient von einer anderen Linie, es folgten die Bahnhöfe Paʾatej Modiʿin am 1. September 2007 und Modiʿin Merkaz am 1. April 2008, beide am östlichen Ende der Strecke. Die Strecke soll ab 2026 durchgehend bedient werden.

## Verlauf

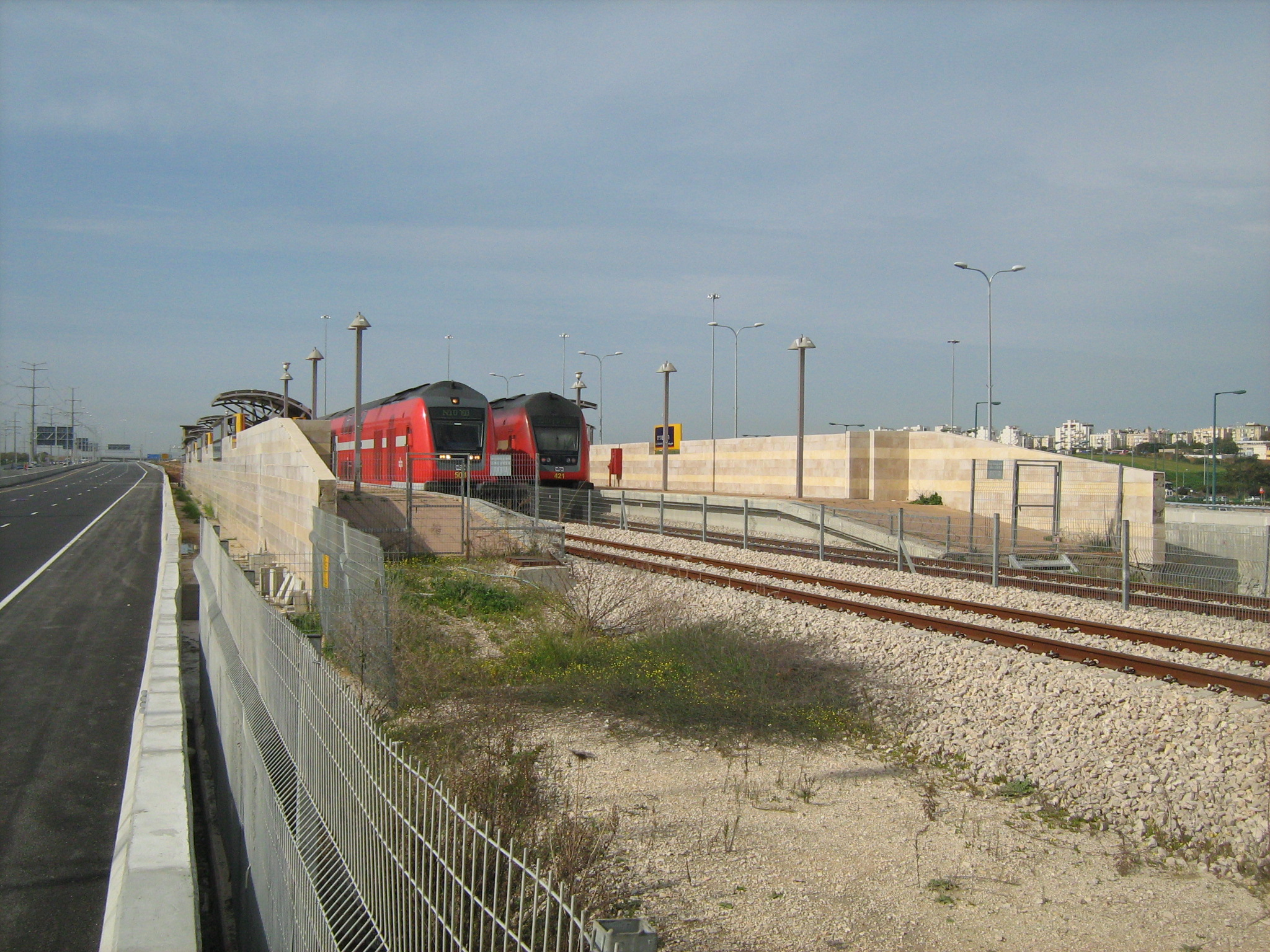
Bahnhof Rischon LeZion haRischonim im Kvisch, 2009

Die Strecke Rischon LeZion–Modiʿin stellt eine neue Ost-West-Verbindung dar. Sie berührt fünf andere Bahnstrecken und mit den Anschlüssen zu ihnen ermöglicht sie bessere Verbindungen aus dem südlichen Gusch Dan insbesondere zu beiden Strecken nach Jerusalem (J&J-Linie und Schnellfahrstrecke Tel Aviv–Jerusalem). Zudem eröffnet sie direkte Querverbindungen unter Meidung eines Umstiegs im stark belasteten Ajjalon-Korridor, dem Nadelöhr des israelischen Bahnverkehrs.

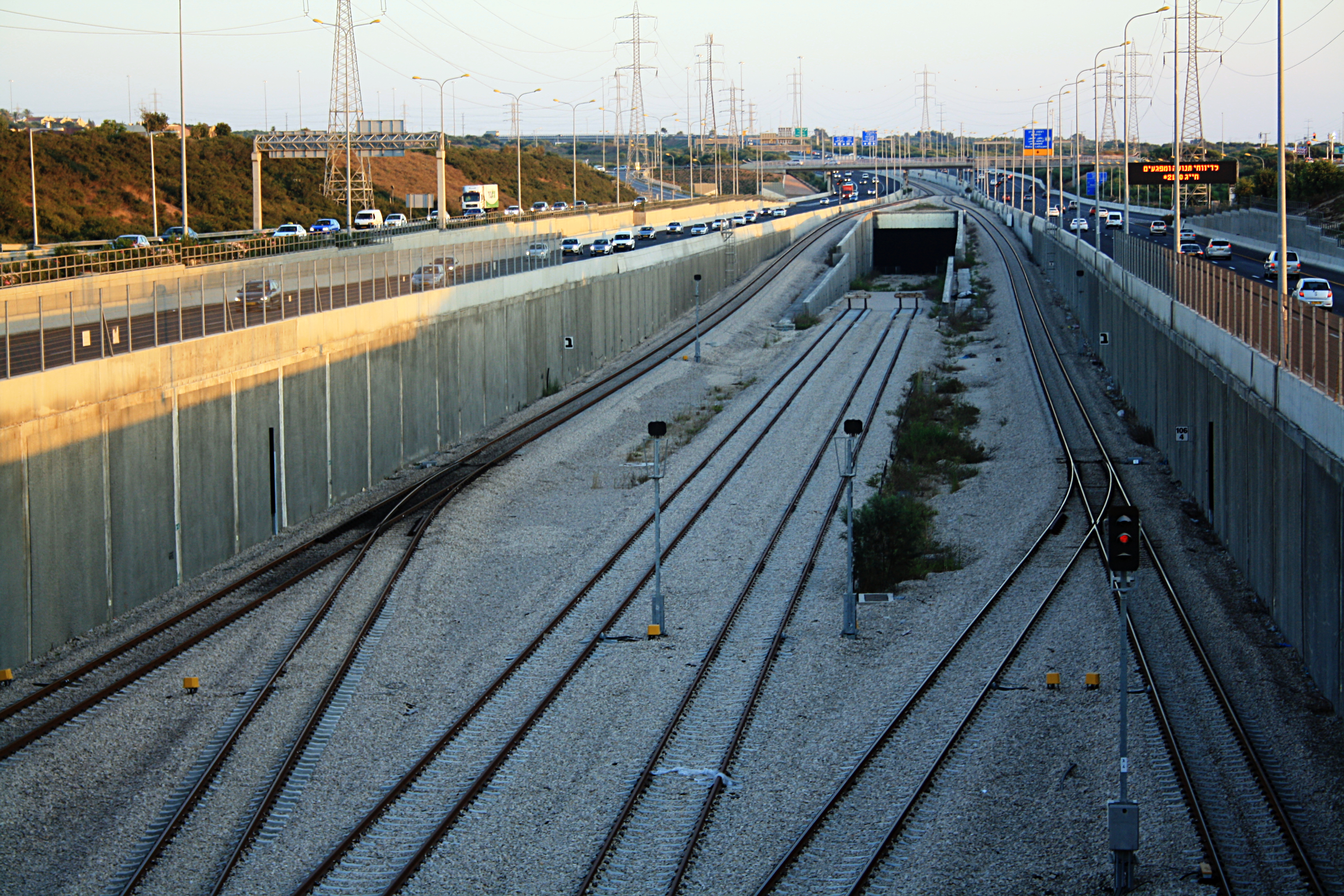
Tunnelöffnung am Beginn der Strecke Rischon LeZion–Modiʿin, 2013

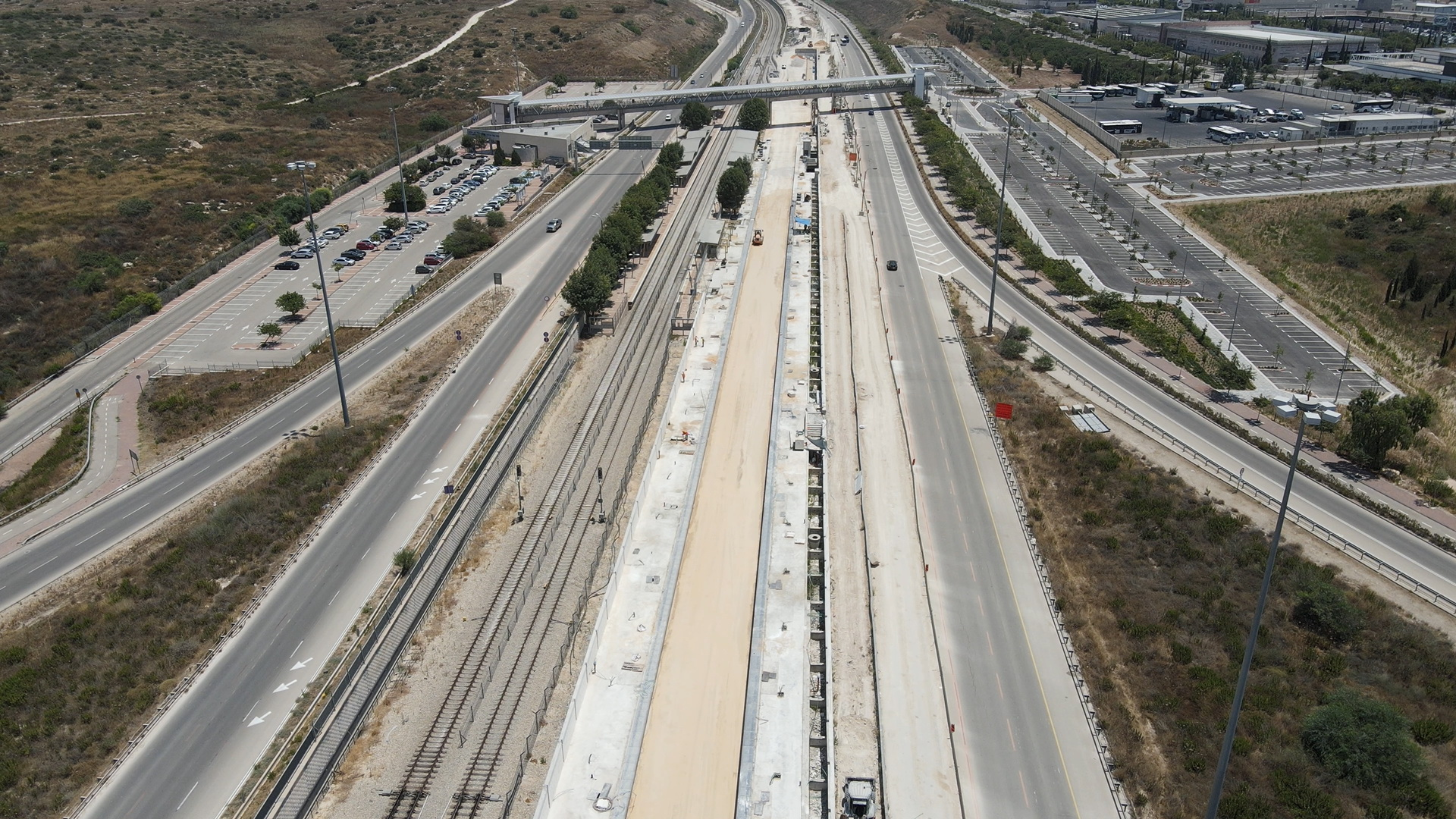
Luftbild des Bahnhofs Paʾatej Modiʿin mit freiem Gleisbett für die Züge von/nach Rischon LeZion, 2020

Mit dem Bau des Ajjalon-Schnellwegs (Kvisch ) war bereits 2006 der 420 Meter lange Tunnel entstanden, durch den die Strecke Rischon LeZion–Modiʿin ihre westliche Endstation Rischon LeZion Moscheh Dajjan und die Mittellage im Schnellweg verlässt.
900 Meter östlich des anderen Tunnelendes führt die Strecke in den nächsten Tunnel unter dem Autobahnknoten Mechlaf Mevo Ajjalon (מֶחְלַף מְבוֹא אַיָּלוֹן) hindurch, der nach Planänderungen 2014 die Strecke südwärts ums Zentrum Rischon LeZions herum auf die Südseite der Autobahn Kvisch  führt.
Dort geht die Strecke in ein 18 Meter hohes Bahnviadukt über, mit 3,5 Kilometern Israels längstes. Als Teil des Viadukts wird der Hochbahnhof Rischon LeZion Meʿujjan Soreq das gleichnamige Gewerbegebiet südlich Rischon LeZions erschließen. Das Viadukt endet in der Mittellage des Kvisch  vor dem bisherigen Kopfbahnhof Rischon LeZion haRischonim, der zum Durchgangsbahnhof ausgebaut wird.
Die Strecke folgt dann weiter dem Kvisch 431 mit kleiner Abweichung am Bahnhof Ramlah Darom (d. h. Süd), zuletzt folgen die Stationen Paʾatej Modiʿin (d. h. Ränder Modiʿins; in Mittellage des Kvisch ) und, jedoch abseits der Schnellstraße, der unterirdische Kopfbahnhof Modiʿin Merkaz (d. h. Zentrum). Da die Bahnstrecke überwiegend in Mittellage zwischen den Richtungsfahrbahnen des Kvisch 431 verläuft, wird sie auch Bahnstrecke 431 genannt. Die zwölf Brücken der Strecke summieren sich auf eine Gesamtlänge von sechs Kilometern, die drei Tunnel messen zusammen einen Kilometer.

## Planung
Von 2005 bis 2009 wurde die Autobahn Kvisch  zwischen Rischon LeZion und Modiʿin gebaut, wobei von vornherein zwischen den Richtungsfahrbahnen Platz für eine zweigleisige Bahnstrecke gelassen wurde. Im Jahre 2010 wurden Pläne für die Bahnstrecke bei der Baubehörde des Zentralbezirks eingereicht. Im Genehmigungsverfahren ab 2012 kam es zu Einwänden aus Rischon LeZion unter Bürgermeister Dov Zur gegen die Streckenführung durch Stadtkern und Wohngebiete dort.
Verkehrsminister Israel Katz gab im Januar 2014 bekannt, dass abweichend vom ursprünglichen Vorhaben die Bahnstrecke südlich am Zentrum Rischon LeZions vorbei teils als Tunnel und als Viadukt geführt werde. Im Februar 2016 stellte das Verkehrsministerium für dieses Bahnprojekt ein Sonderbudget bereit. Während die östlichen Abschnitte der Bahnstrecke 2014 genehmigt wurden, zog sich das Verfahren für den westlichen Abschnitt Moscheh Dajjan–haRischonim bis 2017 hin.
Am 21. Februar 2017 hat die Zentrale Planungs- und Baukommission die Änderungen freigegeben und die sudanesische DAL Group, die dazu die Ausschreibung gewonnen hatte, übernahm die Ausfertigung der Planänderungen. Die Bauarbeiten begannen November 2019 und die Fertigstellung wird für 2026 erwartet bei geschätzten Gesamtkosten von 3,2 Milliarden bis 3,5 Milliarden Neuen Scheqel (NIS). Die Bahnstrecke wird die Fahrtzeit von Rischon LeZion nach Modiʿin von 60 auf ca. 30 Minuten verkürzen, wovon schätzungsweise 15.000 Passagiere täglich profitieren werden. Die Rakkevet Israel plant auf der Strecke je Richtung Züge im 30-Minuten-Takt fahren zu lassen, die auf verschiedenen Ringrouten (über Jarqon- und Scharonbahn) in den Großraum Tel Aviv durchgebunden werden sollen. Mit dem Ausbau der geplanten Querverbindungen zu den gekreuzten Nord-Süd-Strecken, die jetzt noch nicht ausgeschrieben waren, soll der Takt auf 15 Minuten verdichtet werden.

## Bau

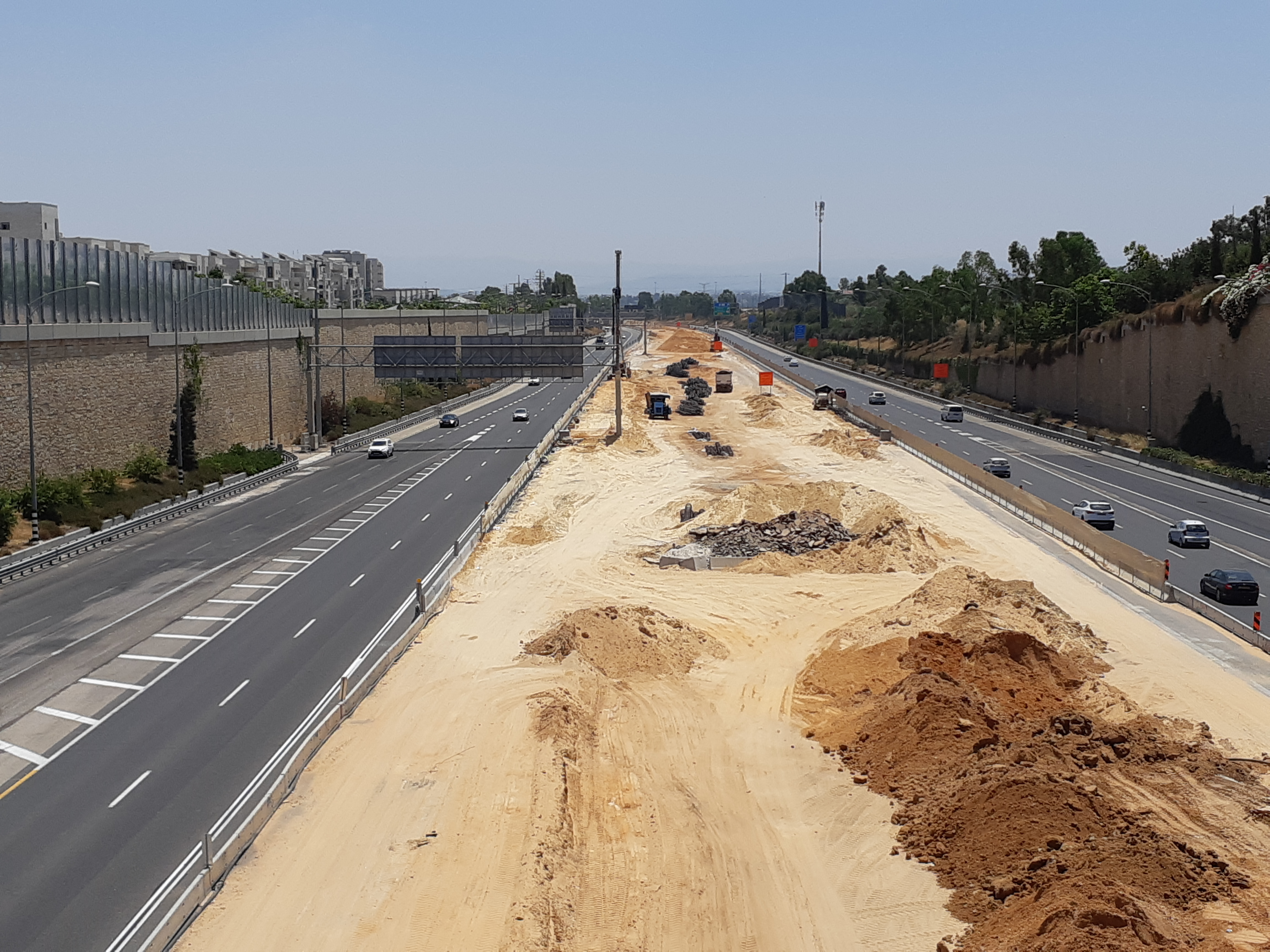
2020: Blick vom Kvisch 4304 ostwärts auf die Trasse von Eisenbahn und Kvisch im Geländeeinschnitt in Ramlah

Zwei bereits bestehende Stichbahnen werden in die Strecke einbezogen. Diese sind die 2003 eröffnete drei Kilometer lange Verzweigung der Sinai-Bahn aus Richtung Lod nach Rischon LeZion und die 2007/2008 in Betrieb gegangene Stichstrecke nach Modiʿin (7,5 km). Die Strecke ist in fünf Baulose aufgeteilt, von denen zwei am 2. Dezember 2018 ausgeschrieben wurden.
Am 10. September 2019 gab die Rakkevet Israel (RI) bekannt, dass die ELCO BaʿA"M die Ausschreibung für das dritte Los (von Westen gezählt) gewonnen hat. Im November 2019 begann die Firma Bauarbeiten auf dem 5,5 Kilometer langen Streckenteil ihres Loses (westlich ab dem Bahnhof haRischonim bis einschließlich dem zu bauenden Bahnhof Ramlah Darom). Zum Los gehören zudem zwei Bahnbrückenpaare, eins von 380 Metern Länge über Sinai-Bahn und Derech Chaim und das andere von 80 Metern über den Autobahnzubringer Kvisch .

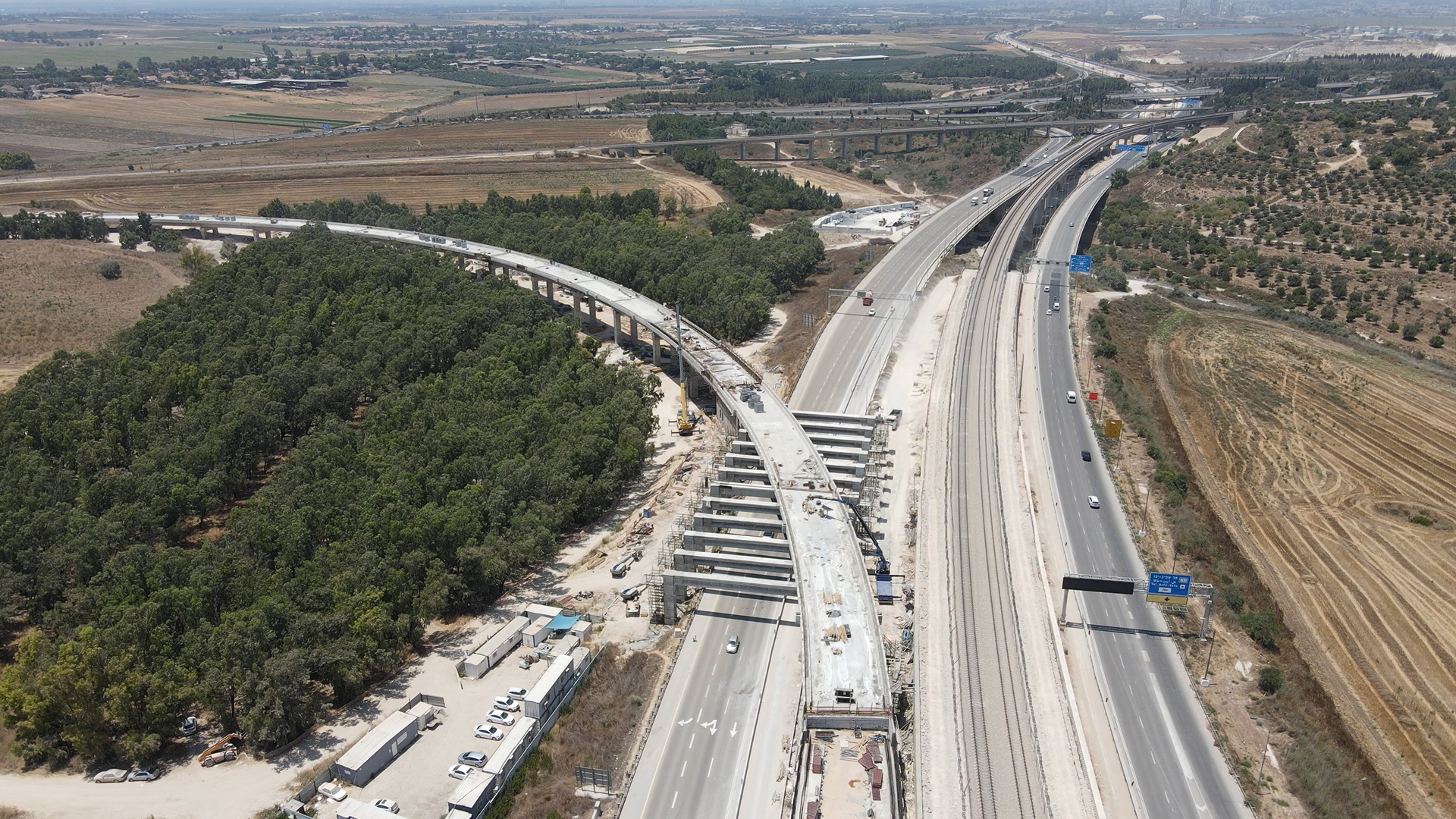
Bahnknoten ʿAnabeh von Modiʿin her: Nach links die neue Modiʿin-Kurve nach Jerusalem, geradezu die Trasse nach Rischon LeZion und rechts der Anschluss nach Tel Aviv, Juli 2020

Das erste, westliche Los reicht bis vor den neuen Hochbahnhof Rischon LeZion Meʿujjan Soreq und die RI vergab es im September 2020 an Schikkun uVinnuj, den Gewinner der Ausschreibung. Den Zuschlag für das zweite Baulos Hochbahnhof, 1,8 Kilometer des Viadukts und den Umbau der Station haRischonim zum Durchgangsbahnhof erhielt Danya Cebus am 3. November 2020.
Der Abschnitt 4 reicht von östlich Ramlah Darom bis zum Knoten Nescharim einschließlich und umfasst 4,5 Kilometer neue Gleise mit vier Bahnbrücken, darunter eine über die Hauptlinie, eine über den Geser sowie eine über die Haupt-Landesstraße 6. Für das fünfte Baulos, den Abschnitt östlich ab dem Knoten Nescharim, erhielt Solel Boneh 2020 den Zuschlag, was eine Brücke von 1.200 Metern Länge einschließt, die zwischen den Fahrspuren der Regionalstraße 431 beginnt und über den Knoten ʿAnabeh mit der Haupt-Landesstraße 1 und die Verbindungsrampen hinweg führt, die ihn mit der Regionalstraße 431 verknüpfen, und in dessen Mittellage die bereits bestehende Stichstrecke in Modiʿin endet.